# Marc Silver
Marc Silver (Londra, 24 maggio 1977) è un regista, direttore della fotografia e sceneggiatore britannico.

## Carriera
Marc Silver ha iniziato la sua carriera da regista girando un documentario televisivo per la BBC. Ha successivamente lavorato per il New York Times, la Universal Music Group, il The Guardian e la Amnesty International (in collaborazione con Gael García Bernal). Dal 2007 
è direttore artistico della Film Maker Fund, una fondazione no-profit che aiuta i filmmakers a realizzare documentari che parlano di storie di interesse umanitario.
Il suo primo lungometraggio Chi è Dayani Cristal? è stato eletto miglior documentario dell'anno dalla Amnesty International ed al Sundance Film Festival 2013 ha vinto il premio per la miglior cinematografia. Il suo secondo film, 3½ Minutes Ten Bullets, è stato di nuovo presentato al Sundance Film Festival 2015 dove si è aggiudicato il premio come miglior documentario. Il film racconta l'omicidio di Jordan Davis.

## Filmografia parziale
- Global protest – docuserie BBC (2000)
- Los Invisibles – docuserie diretta da Marc Silver e Gael García Bernal per Amnesty International (2010)
- Chi è Dayani Cristal? – docufilm (2013)
- 3½ Minutes Ten Bullets – docufilm (2015)

## Premi
- Sundance Film Festival:
- 2015:  3½ Minutes Ten Bullets – Vinto premio speciale della giuria per l'impatto sociale
- 2015:  3½ Minutes Ten Bullets –  Nomination miglior documentario
- 2013:  Chi è Dayani Cristal? –  Vinto miglior cinematografia
- 2013:  Chi è Dayani Cristal? –  Nomination miglior documentario

- RiverRun International Film Festival:
- 2015:  3½ Minutes Ten Bullets –  Vinto miglior documentario

- Festival internazionale del cinema di Abu Dhabi:
- 2013:  Chi è Dayani Cristal? –  Vinto premio speciale della giuria
- 2013:  Chi è Dayani Cristal? –  Nomination miglior documentario

- Cork International Film Festival:
- 2013:  Chi è Dayani Cristal? –  Vinto miglior regia con Gael García Bernal